# Марица Лачњевац
Марица Лачњевац српска је певачица народне музике из седамдесетих година 20. века.

## Биографија
Марица је прву плочу снимила 1975, а друге две већ следеће. Успела је да се истакне са песмама Зашто живиш два живота и Ти си моје сунце. Године 1978. снимила је друге две плоче, на којима је имала фолк–хит Не иди у пролеће. Већ са наредним албумом њена краткотрајна популарност се смањила. Године 1980. снимила је компилацију српских кола уз песме и престала да се појављује у медијима.
Познато је њено извођење народне песме Босиоче мој зелени.